# 4440 Tchantchès
4440 Tchantchès este un asteroid din centura principală, descoperit pe 23 decembrie 1984 de François Dossin.